# Leucanitis pamira
Leucanitis pamira är en fjärilsart som beskrevs av Volker John 1921. Leucanitis pamira ingår i släktet Leucanitis och familjen nattflyn. Inga underarter finns listade i Catalogue of Life.